# Alberto Carlos Taquini
Alberto Carlos Taquini (6 de diciembre de 1905 — 4 de marzo de 1998) fue un cardiólogo , investigador clínico, y académico argentino. Formó parte del equipo de investigaciones de Bernardo Houssay.

## Vida y obra
Taquini nació en Buenos Aires, siendo sus padres Carlota Castiglioni y Alberto Taquini. Ingresó a la Universidad de Buenos Aires, y se recibió de médico en 1929. Taquini se casó con Haydée Azumendi, teniendo tres hijos.
Se unió al equipo de investigación dirigido por el Dr. Bernardo Houssay (que ganaría el Premio Nobel en Fisiología en 1946), en el Departamento de Fisiología de la Escuela de Medicina de la Universidad de Buenos Aires. Taquini trabajó también con el Dr. Luis Leloir (Premio Nobel de química, 1970), y en 1937, fue nombrado jefe del equipo de investigaciones. El equipo, que incluía a Eduardo Braun-Menéndez y a Juan Carlos Fasciolo, descubrió la angiotensina en 1939, y fue el primero en describir la naturaleza enzimática del sistema renina angiotensina aldosterona y su rol en la hipertensión. El sistema renina-angiotensina ha demostrado estar relacionada con numerosos procesos de regulación fisiológica, tanto en condiciones normales y fisiopatológicas, y que juegan un papel crítico en el sistema circulatorio. Con ese trabajo obtuvo Taquini una beca 1939 de la Asociación Argentina para el Progreso de la Ciencia, con la que terminó estudios en la Escuela Médica de Harvard. Fue nombrado director del nuevo Instituto de Investigación de Cardiología de la Facultad de Medicina, de la Universidad de Buenos Aires, en 1944. El instituto fue creado por iniciativa de Taquini y con la financiación del empresario local Virginio Grego.
Taquini continuó dirigiendo el Instituto, mientras se desempeñaba en la cátedra de Medicina Interna (1952—1956) ese año fue cesanteado de la cátedra y sus cargos junto a 200 profesores y científicos entre ellos Juan Carlos Fasciolo, Aitor Lozada, Manuel García Campo, Antonio Battro, José M. González Fernández, Hugo Chiodi, Mario Villamil, Jorge Verdaguer, Reynaldo Donaldson, Enrique S. Ballina, Fernando Tricerri, Alceo Barrios, Benjamín Furman, Robinson H.E. D'Aiutolo, Tulio A. Capris, Fidel O. Donato, Abel Bengolea, Justo Taquini, Sandor Plesh, Alberto Agrest, Juan Manuel Muñoz, Eduardo Braun Menéndez tras firmas una solicitada rechazando el avance del gobierno dictatorial de Pedro Eugenio Aramburu contra las universidades nacionales y en contra de la intervención de las mismas.
Titular en la de Fisiología (1961—1970), ganando renombre nacional e internacional en el campo de la cardiología y la hipertensión. Dr. Taquini fue elegido Presidente de World Heart Federation (1954—1962), el International Council on Hypertension (1954—1968), la Sociedad Argentina de Investigaciones Clínicas, la Sociedad Argentina de Cardiología, y la Asociación Argentina para el Avance de la Ciencia (1967—1987). Fue miembro de la Academia Nacional de Medicina, y recibió alrededor de 100 premios nacionales e internacionales y fue nombrado miembro honorario de la American College of Physicians, la American Physiological Society, la American Heart Association, y la European Society of Cardiology.
En 1969, fue designado Director de la Comisión Nacional de Investigaciones (CONICET), y se desempeñó como el primer Secretario de Estado de Ciencia y Tecnología de Argentina, en el gobierno de facto, de 1968 a 1971. Su hijo, Alberto Taquini, fue Jefe de Gabinete de esa Secretaría, durante el mandato de su padre, y redactó el "Plan Taquini de 1970", que a través de la descentralización del sistema de gobierno, se tradujo en el aumento del número de universidades públicas en el país de 10 a 23 para 1973 (y a 40 en 2010). Taquini continuó enseñando como profesor emérito de la Universidad de Buenos Aires. También se desempeñó como profesor visitante en prestigiosas instituciones de todo el mundo, incluyendo a las de: California, Stanford, Columbia, Míchigan, Cornell, Toronto, Oxford, Milán, San Marcos en Perú, y la de Universidad de Chile.
Taquini fue autor de cuatro libros y colaboró en varios otros, así como la publicación de más de 350 artículos científicos. Fue miembro de los comités editoriales de varias revistas: Medicina, Revista de la Sociedad Argentina de Cardiología, Acta Physiologica et Pharmacologica Latino-Americana, American Heart Association Journal, Archives Internationales de Pharmacodynamie et Thérapie, entre otros.
En 1993 recibió un Premios Konex por su trayectoria como médico en la última década. Se mantuvo activo en la Academia, y en el golf en los últimos años, y permaneció como jefe del Instituto de Investigación de Cardiología, cuando murió en Buenos Aires en 1998. Tenía 92 años.